# Torneo Clausura 2020 Tercera División (Guatemala)
El Torneo Clausura 2020 de la Tercera División de Guatemala dará conclusión a la temporada 2019-20 de la cuarta categoría en el sistema de ligas del fútbol guatemalteco.
|17 de abril de 2020
|24 de mayo de 2020 
|Campeón      :San Pablo F.C.
|Subcampeón   :Halcones Las Libertad
|Tercera Lugar:Golàn.F.C.
|Cuanto Luego: Santa Cruz F.C.

## Sistema de competición
El torneo se divide en dos partes:
- Fase de clasificación: Formado por los 162 partidos en las de 10 a 14 jornadas disputadas dependiendo de la cantidad de equipos en grupo.
- Fase final: De dieciseisavos a final.

### Fase de clasificación
Los 93 equipos participantes jugarán una ronda clasificatoria de todos contra todos en visita recíproca, terminando en 10 hasta 14 fechas de 2 a 4 partidos cada una por grupo, para un total de 162 partidos clasificatorios. Se utiliza un sistema de puntos, que se presenta así:
- Por victoria, se obtendrán 3 puntos.
- Por empate, se obtendrá 1 punto.
- Por derrota no se obtendrán puntos.

Al finalizar las jornadas, la tabla se ordenará con base en los clubes que hayan obtenido la mayoría de puntos, en caso de empates, se toman los siguientes criterios:
1. Puntos
2. Puntos obtenidos entre los equipos empatados
3. Diferencial de goles
4. Goles anotados
5. Goles anotados en condición visitante.

### Fase final
Al finalizar la temporada clasificarán a los dieciseisavos de final:
Los 12 primeros lugares de grupo
Los 12 segundos lugares de grupo
Los 8 mejores terceros de grupo
Para un total de 32 equipos, arrancando en dieciseisavos de final.
Los clubes vencedores en las fases serán aquellos que en los dos juegos anoten el mayor número de goles. De existir empate en el número de goles anotados, la posición se definirá a favor del club con mayor cantidad de goles a favor cuando actúe como visitante.
Si una vez aplicado el criterio anterior los clubes siguieran empatados, se observará la posición de los clubes en la tabla general de clasificación.
Los ganadores de las semifinales se enfrentarán en la Gran Final, disputándose a ida y vuelta, el mejor clasificado entre los finalistas jugará el último partido en su estadio.

## Equipos participantes

### Cambios
Debido a problemas financieros, múltiples equipos vendieron sus plazas en la liga a otros equipos, con la limitante de ser de la misma zona geográfica para evitar la uniformidad de los grupos. Algunos lograron cerrar ventas con otros equipos, sin embargo, otros menos afortunados simplemente desaparecieron.
| Grupo | Vendedor de plaza           | Comprador de la plaza | Notas |
| ----- | --------------------------- | --------------------- | --- |
| 1     | Los Corrales                | San Pablo             | |
| 3     | Jogo Foot                   | La Reforma Jogo Foot  | Cambio de sede |
| 3     | Suchitepéquez B             | Centro 2 La Máquina   | |
| 3     | San Rafael Pie de La Cuesta | Ocós                  | |
| 4     | Masagua                     | San Vicente Pacaya    | |
| 4     | Proyecto Escuintla          | PROESFUT              | Proyecto Escuintla compró la plaza de Demopilarense en Segunda División, cambiando su nombre en ambas divisiones. |
| 5     | Aurora B                    | Ninguno               | Desaparece y su grupo se jugará con 7 equipos.                                                                    |
| 6     | Academia Municipal          | Ninguno               | Retirado voluntariamente por la institución principal. Desaparece y su grupo se jugará con 7 equipos.             |
| 6     | Chinautla                   | Santa Luisa           | Cambio de nombre                                                                                                  |
| 7     | Camperonix                  | San Lucas             | |
| 8     | Xinka Chiquimulilla         | Taxisco               | |
| 9     | San Jorge                   | Ninguno               | Filial disuelta, su grupo se jugará con 7 equipos.                                                                |
| 10    | San Jerónimo                | Senahú                | |
| 10    | Ninguno                     | El Chol               | Nueva franquicia, el grupo vuelve a tener 8 equipos.                                                              |
| 11    | Ninguno                     | Labuga                | Vuelven a la competición luego de una temporada sin jugarla.                                                      |
| 11    | Ninguno                     | Buenos Aires          | Vuelven a la competición luego de una temporada sin jugarla.                                                      |
| 12    | Melchor                     | Las Cruces            | Las Cruces compra la plaza que dejó Melchor, luego de que este comprar la plaza de Libertad en Segunda División.  |

### Equipos por grupo
| Grupo 1             | Grupo 1                                | Grupo 2           | Grupo 2                          | Grupo 3               | Grupo 3                           |
| Equipo              | Ciudad                                 | Equipo            | Ciudad                           | Equipo                | Ciudad                            |
| ------------------- | -------------------------------------- | ----------------- | -------------------------------- | --------------------- | --------------------------------- |
| Aguacatán           | Aguacatán, Huehuetenango               | Chile Verde       | San Martín CV, Quetzaltenango    | Bolivia               | Santo Domingo, Suchitepéquez      |
| Democracia          | La Democracia, Huehuetenango           | Comitán           | Comitancillo, San Marcos         | Centro 2 - La Máquina | San Andrés Villa Seca, Retalhuleu |
| Esperanza           | La Esperanza, Quetzaltenango           | Fut-Toto AF       | Totonicapán, Totonicapán         | Esquipulense          | Esquipulas Palo Gordo, San Marcos |
| Juventud Copalera   | San Ildefonso Ixtahuacán Huehuetenango | Juventud Comiteca | Comitancillo, San Marcos         | La Reforma Jogo Foot  | La Reforma, San Marcos            |
| La Libertad         | La Libertad, Huehuetenango             | San Juan          | San Juan La Laguna, Sololá       | Ocós                  | Ocós, San Marcos                  |
| San Miguel          | San Miguel Acatán, Huehuetenango       | Santa Clara       | Santa Clara La Laguna, Sololá    | Pajapita              | Pajapita, San Marcos              |
| San Pablo           | San Pablo, San Marcos                  | San Pedro         | San Pedro La Laguna, Sololá      | San Carlos            | Mazatenango, Suchitepéquez        |
| Tejutla             | Tejutla, San Marcos                    | Totonicapán       | Totonicapán, Totonicapán         | Tiquisatense          | Tiquisate, Escuintla              |
| Grupo 4             | Grupo 4                                | Grupo 5           | Grupo 5                          | Grupo 6               | Grupo 6                           |
| Equipo              | Ciudad                                 | Equipo            | Ciudad                           | Equipo                | Ciudad                            |
| Democratense        | La Democracia, Escuintla               | AFF San Bartolomé | San Bartolomé MA, Sacatepéquez   | Batallón Canales      | Villa Canales, Guatemala          |
| Deportivo Palín     | Palín, Escuintla                       | Bárcena VN        | Villa Nueva, Guatemala           | Boca del Monte        | Boca del Monte, Guatemala         |
| Palín               | Palín, Escuintla                       | LD Bárcena        | Villa Nueva, Guatemala           | Futeca                | Ciudad de Guatemala               |
| Patulul             | Patulul, Suchitepéquez                 | San Raymundo      | San Raymundo, Guatemala          | Pueblo Nuevo Viñas    | Pueblo Nuevo Viñas, Santa Rosa    |
| PROESFUT            | Escuintla, Escuintla                   | Sanjuaneros       | San Juan Sacatepéquez, Guatemala | Santa Catarina Pinula | Santa Catarina Pinula, Guatemala  |
| San Juan Bautista   | San Juan Bautista, Suchitepéquez       | ST Independencia  | Santa Lucía MA, Sacatepéquez     | Santa Luisa           | Chinautla, Guatemala              |
| San Vicente         | San Vicente Pacaya, Escuintla          | Villa Nueva       | Villa Nueva, Guatemala           | Tigres FC             | Ciudad de Guatemala               |
| Sipacate Comercio   | Sipacate, Escuintla                    |                   |                                  |                       |                                   |
| Grupo 7             | Grupo 7                                | Grupo 8           | Grupo 8                          | Grupo 9               | Grupo 9                           |
| Equipo              | Ciudad                                 | Equipo            | Ciudad                           | Equipo                | Ciudad                            |
| Achik'              | Ciudad de Guatemala                    | Cuilapa           | Cuilapa, Santa Rosa              | Gualán                | Gualán, Zacapa                    |
| ASODEL              | Ciudad de Guatemala                    | Jalapa EMF        | Jalapa, Jalapa                   | Juvenil Estanzuela    | Estanzuela, Zacapa                |
| Atlético Ariga      | Ciudad de Guatemala                    | Jutiapa           | Jutiapa, Jutiapa                 | Juvenil Santa Cruz    | Río Hondo, Zacapa                 |
| EMEFUT              | Ciudad de Guatemala                    | Mictlán           | Asunción Mita, Jutiapa           | La Unión              | La Unión, Zacapa                  |
| Juventud Canadiense | Ciudad de Guatemala                    | Nueva Santa Rosa  | Nueva Santa Rosa, Santa Rosa     | Río Hondo             | Río Hondo, Zacapa                 |
| Palencia            | Palencia, Guatemala                    | San Luis          | San Luis Jilotepeque, Jalapa     | San Jacinto           | San Jacinto, Chiquimula           |
| San Lucas           | San Lucas Sacatepéquez, Guatemala      | Taxisco           | Taxisco, Santa Rosa              | San Rafael            | Teculután, Zacapa                 |
| Tierra Nueva        | Mixco, Guatemala                       | Tigres Jalapa     | Jalapa, Jalapa                   |                       |                                   |
| Grupo 10            | Grupo 10                               | Grupo 11          | Grupo 11                         | Grupo 12              | Grupo 12                          |
| Equipo              | Ciudad                                 | Equipo            | Ciudad                           | Equipo                | Ciudad                            |
| Chamelco            | San Juan Chamelco, Alta Verapaz        | Buenos Aires      | Morales, Izabal                  | Alianza Flores        | Flores, Petén                     |
| Cubulco             | Cubulco, Baja Verapaz                  | Chichipate        | El Estor, Izabal                 | Don Bosco             | San Benito, Petén                 |
| El Chol             | Santa Cruz el Chol, Baja Verapaz       | Estudiantes       | Morales, Izabal                  | EFAR Petén            | Flores, Petén                     |
| Ixcán               | Ixcán, Quiché                          | Izabal JC         | Puerto Barrios, Izabal           | GM Poptún             | Poptún, Petén                     |
| Playa Grande        | Ixcán, Quiché                          | La Buga           | Livingston, Izabal               | Halcones La Libertad  | La Libertad, Petén                |
| Polochic            | Tucurú, Alta Verapaz                   | Quiriguá          | Los Amates, Izabal               | Jaguares de Petén     | San José, Petén                   |
| Salamá              | Salamá, Baja Verapaz                   | Real Motagua      | Puerto Barrios, Izabal           | Las Cruces            | Melchor de Mencos, Petén          |
| Senahú              | Senahú, Alta Verapaz                   | Selcasa           | Los Amates, Izabal               | Pumas                 | Flores, Petén                     |

## Fase de clasificación

### Grupo 1 - Altiplano I
|                                            | Pos. | Equipos           | PJ | PG | PE | PP | GF | GC | Dif. | PTS | Clasificación          |
| ------------------------------------------ | ---- | ----------------- | -- | -- | -- | -- | -- | -- | ---- | --- | ---------------------- |
|                                            | 1º   | Democracia        | 3  | 3  | 0  | 0  | 4  | 0  | +4   | 9   | Dieciseisavos de final |
|                                            | 2º   | Juventud Copalera | 3  | 3  | 0  | 0  | 4  | 1  | +3   | 9   | Dieciseisavos de final |
|                                            | 3º   | Aguacatán         | 3  | 2  | 0  | 1  | 3  | 2  | +1   | 6   |                        |
|                                            | 4º   | La Libertad       | 3  | 2  | 0  | 1  | 2  | 1  | +1   | 6   |                        |
|                                            | 5º   | San Miguel        | 3  | 1  | 0  | 2  | 4  | 4  | 0    | 3   |                        |
|                                            | 6º   | Tejutla           | 3  | 1  | 0  | 2  | 2  | 2  | 0    | 3   |                        |
|                                            | 7º   | San Pablo         | 3  | 0  | 0  | 3  | 1  | 5  | -4   | 0   |                        |
|                                            | 8º   | Esperanza         | 3  | 0  | 0  | 3  | 2  | 7  | -5   | 0   |                        |
| Última actualización: 9 de febrero de 2020 |      |                   |    |    |    |    |    |    |      |     |                        |

### Grupo 2 - Altiplano II
|                                            | Pos. | Equipos           | PJ | PG | PE | PP | GF | GC | Dif. | PTS | Clasificación          |
| ------------------------------------------ | ---- | ----------------- | -- | -- | -- | -- | -- | -- | ---- | --- | ---------------------- |
|                                            | 1º   | Comitán           | 3  | 3  | 0  | 0  | 9  | 2  | +7   | 9   | Dieciseisavos de final |
|                                            | 2º   | San Pedro         | 3  | 2  | 1  | 0  | 8  | 3  | +5   | 7   | Dieciseisavos de final |
|                                            | 3º   | Santa Clara       | 3  | 1  | 1  | 1  | 9  | 3  | +6   | 4   |                        |
|                                            | 4º   | Chile Verde       | 3  | 1  | 1  | 1  | 7  | 5  | +2   | 4   |                        |
|                                            | 5º   | San Juan          | 3  | 1  | 1  | 1  | 4  | 4  | 0    | 4   |                        |
|                                            | 6º   | Juventud Comiteca | 3  | 1  | 0  | 2  | 5  | 8  | -3   | 3   |                        |
|                                            | 7º   | Totonicapán       | 3  | 0  | 2  | 1  | 3  | 5  | -2   | 2   |                        |
|                                            | 8º   | Fut-Toto AF       | 3  | 0  | 0  | 3  | 0  | 15 | -15  | 0   |                        |
| Última actualización: 9 de febrero de 2020 |      |                   |    |    |    |    |    |    |      |     |                        |

### Grupo 3 - Suroccidente
|                                            | Pos. | Equipos      | PJ | PG | PE | PP | GF | GC | Dif. | PTS | Clasificación          |
| ------------------------------------------ | ---- | ------------ | -- | -- | -- | -- | -- | -- | ---- | --- | ---------------------- |
|                                            | 1º   | Bolivia      | 3  | 2  | 1  | 0  | 6  | 4  | +2   | 7   | Dieciseisavos de final |
|                                            | 2º   | Pajapita     | 3  | 2  | 0  | 1  | 5  | 1  | +4   | 6   | Dieciseisavos de final |
|                                            | 3º   | Esquipulense | 3  | 1  | 1  | 1  | 5  | 4  | +1   | 4   |                        |
|                                            | 4º   | Ocós         | 2  | 1  | 1  | 0  | 5  | 4  | +1   | 4   |                        |
|                                            | 5º   | Centro 2     | 3  | 1  | 1  | 1  | 7  | 7  | 0    | 4   |                        |
|                                            | 6º   | San Carlos   | 3  | 0  | 2  | 1  | 4  | 7  | -3   | 2   |                        |
|                                            | 7º   | La Reforma   | 3  | 0  | 1  | 1  | 2  | 4  | -2   | 1   |                        |
|                                            | 8º   | Tiquisatense | 3  | 0  | 1  | 2  | 2  | 5  | -3   | 1   |                        |
| Última actualización: 9 de febrero de 2020 |      |              |    |    |    |    |    |    |      |     |                        |

### Grupo 4 - Sur
|                                            | Pos. | Equipos           | PJ | PG | PE | PP | GF | GC | Dif. | PTS | Clasificación          |
| ------------------------------------------ | ---- | ----------------- | -- | -- | -- | -- | -- | -- | ---- | --- | ---------------------- |
|                                            | 1º   | Democratense      | 3  | 3  | 0  | 0  | 5  | 0  | +5   | 9   | Dieciseisavos de final |
|                                            | 2º   | San Juan Bautista | 3  | 2  | 0  | 1  | 13 | 3  | +10  | 6   | Dieciseisavos de final |
|                                            | 3º   | Patulul           | 3  | 2  | 0  | 1  | 5  | 2  | +3   | 6   |                        |
|                                            | 4º   | San Vicente       | 3  | 2  | 0  | 1  | 5  | 4  | +1   | 6   |                        |
|                                            | 5º   | Sipacate Comercio | 3  | 1  | 1  | 1  | 3  | 2  | +1   | 4   |                        |
|                                            | 6º   | Deportivo Palín   | 3  | 1  | 0  | 2  | 5  | 3  | +3   | 3   |                        |
|                                            | 7º   | Palín             | 3  | 0  | 1  | 2  | 1  | 6  | -5   | 1   |                        |
|                                            | 8º   | PROESFUT          | 3  | 0  | 0  | 3  | 0  | 17 | -17  | 0   |                        |
| Última actualización: 9 de febrero de 2020 |      |                   |    |    |    |    |    |    |      |     |                        |

### Grupo 5 - Central
|                                            | Pos. | Equipos           | PJ | PG | PE | PP | GF | GC | Dif. | PTS | Clasificación          |
| ------------------------------------------ | ---- | ----------------- | -- | -- | -- | -- | -- | -- | ---- | --- | ---------------------- |
|                                            | 1º   | Villa Nueva       | 3  | 2  | 1  | 0  | 7  | 1  | +6   | 7   | Dieciseisavos de final |
|                                            | 2º   | ST Independencia  | 3  | 2  | 1  | 0  | 6  | 4  | +2   | 7   | Dieciseisavos de final |
|                                            | 3º   | San Raymundo      | 3  | 2  | 0  | 1  | 4  | 3  | +1   | 6   |                        |
|                                            | 4º   | Sanjuaneros       | 3  | 1  | 1  | 1  | 4  | 2  | +2   | 4   |                        |
|                                            | 5º   | Bárcena VN        | 3  | 1  | 1  | 1  | 3  | 4  | -1   | 4   |                        |
|                                            | 6º   | LD Bárcena        | 2  | 1  | 0  | 1  | 3  | 1  | +2   | 3   |                        |
|                                            | 7º   | AFF San Bartolomé | 2  | 0  | 0  | 2  | 3  | 6  | -3   | 0   |                        |
| Última actualización: 9 de febrero de 2020 |      |                   |    |    |    |    |    |    |      |     |                        |

### Grupo 6 - Central-sur
|                                            | Pos. | Equipos               | PJ | PG | PE | PP | GF | GC | Dif. | PTS | Clasificación          |
| ------------------------------------------ | ---- | --------------------- | -- | -- | -- | -- | -- | -- | ---- | --- | ---------------------- |
|                                            | 1º   | Pueblo Nuevo Viñas    | 3  | 2  | 1  | 0  | 5  | 1  | +4   | 7   | Dieciseisavos de final |
|                                            | 2º   | Batallón Canales      | 3  | 2  | 0  | 1  | 4  | 1  | +3   | 6   | Dieciseisavos de final |
|                                            | 3º   | Boca del Monte        | 3  | 1  | 2  | 0  | 7  | 3  | +4   | 5   |                        |
|                                            | 4º   | Santa Luisa           | 3  | 1  | 1  | 1  | 4  | 2  | +2   | 4   |                        |
|                                            | 5º   | Santa Catarina Pinula | 3  | 1  | 1  | 1  | 2  | 2  | 0    | 4   |                        |
|                                            | 6º   | Futeca                | 3  | 1  | 1  | 1  | 2  | 3  | -1   | 4   |                        |
|                                            | 7º   | Tigres                | 3  | 1  | 0  | 2  | 3  | 6  | -3   | 3   |                        |
| Última actualización: 9 de febrero de 2020 |      |                       |    |    |    |    |    |    |      |     |                        |

### Grupo 7 - Metropolitana
|                                            | Pos. | Equipos             | PJ | PG | PE | PP | GF | GC | Dif. | PTS | Clasificación          |
| ------------------------------------------ | ---- | ------------------- | -- | -- | -- | -- | -- | -- | ---- | --- | ---------------------- |
|                                            | 1º   | Palencia            | 3  | 3  | 0  | 0  | 8  | 1  | +7   | 9   | Dieciseisavos de final |
|                                            | 2º   | Tierra Nueva        | 3  | 2  | 1  | 0  | 6  | 2  | +4   | 7   | Dieciseisavos de final |
|                                            | 3º   | ASODEL              | 3  | 1  | 2  | 0  | 4  | 3  | +1   | 5   |                        |
|                                            | 4º   | EMEFUT              | 3  | 1  | 1  | 1  | 3  | 5  | -2   | 4   |                        |
|                                            | 5º   | Achik'              | 3  | 1  | 0  | 2  | 4  | 4  | 0    | 3   |                        |
|                                            | 6º   | San Lucas           | 3  | 1  | 0  | 2  | 3  | 5  | -2   | 3   |                        |
|                                            | 7º   | Juventud Canadiense | 3  | 0  | 1  | 2  | 3  | 6  | -3   | 1   |                        |
|                                            | 8º   | Atlético Ariga      | 3  | 0  | 1  | 2  | 2  | 7  | -5   | 1   |                        |
| Última actualización: 9 de febrero de 2020 |      |                     |    |    |    |    |    |    |      |     |                        |

### Grupo 8 - Suroriente
|                                            | Pos. | Equipos          | PJ | PG | PE | PP | GF | GC | Dif. | PTS | Clasificación          |
| ------------------------------------------ | ---- | ---------------- | -- | -- | -- | -- | -- | -- | ---- | --- | ---------------------- |
|                                            | 1º   | Jutiapa          | 3  | 3  | 0  | 0  | 5  | 1  | +4   | 9   | Dieciseisavos de final |
|                                            | 2º   | Cuilapa          | 3  | 2  | 1  | 0  | 5  | 3  | +2   | 7   | Dieciseisavos de final |
|                                            | 3º   | Nueva Santa Rosa | 3  | 2  | 0  | 1  | 5  | 3  | +2   | 6   |                        |
|                                            | 4º   | Tigres Jalapa    | 3  | 1  | 1  | 1  | 5  | 6  | -1   | 4   |                        |
|                                            | 5º   | Taxisco          | 3  | 1  | 1  | 1  | 3  | 4  | -1   | 4   |                        |
|                                            | 6º   | Mictlán          | 3  | 0  | 2  | 1  | 0  | 1  | -1   | 2   |                        |
|                                            | 7º   | Jalapa           | 3  | 0  | 1  | 2  | 1  | 3  | -2   | 1   |                        |
|                                            | 8º   | San Luis         | 3  | 0  | 0  | 3  | 3  | 6  | -3   | 0   |                        |
| Última actualización: 9 de febrero de 2020 |      |                  |    |    |    |    |    |    |      |     |                        |

### Grupo 9 - Oriente
|                                            | Pos. | Equipos            | PJ | PG | PE | PP | GF | GC | Dif. | PTS | Clasificación          |
| ------------------------------------------ | ---- | ------------------ | -- | -- | -- | -- | -- | -- | ---- | --- | ---------------------- |
|                                            | 1º   | Gualán             | 3  | 3  | 0  | 0  | 10 | 0  | +10  | 9   | Dieciseisavos de final |
|                                            | 2º   | Santa Cruz         | 3  | 3  | 0  | 0  | 7  | 1  | +6   | 9   | Dieciseisavos de final |
|                                            | 3º   | San Jacinto        | 3  | 2  | 0  | 1  | 9  | 4  | +5   | 6   |                        |
|                                            | 4º   | Río Hondo          | 3  | 1  | 1  | 1  | 4  | 2  | +2   | 4   |                        |
|                                            | 5º   | Juvenil Estanzuela | 3  | 1  | 1  | 1  | 4  | 7  | -3   | 4   |                        |
|                                            | 6º   | La Unión           | 3  | 1  | 0  | 2  | 4  | 9  | -5   | 3   |                        |
|                                            | 7º   | San Rafael         | 3  | 0  | 0  | 3  | 4  | 10 | -6   | 0   |                        |
| Última actualización: 9 de febrero de 2020 |      |                    |    |    |    |    |    |    |      |     |                        |

### Grupo 10 - Verapaz-Quiché
|                                            | Pos. | Equipos      | PJ | PG | PE | PP | GF | GC | Dif. | PTS | Clasificación          |
| ------------------------------------------ | ---- | ------------ | -- | -- | -- | -- | -- | -- | ---- | --- | ---------------------- |
|                                            | 1º   | Playa Grande | 3  | 2  | 0  | 1  | 5  | 2  | +3   | 6   | Dieciseisavos de final |
|                                            | 2º   | Chamelco     | 3  | 2  | 0  | 1  | 5  | 3  | +2   | 6   | Dieciseisavos de final |
|                                            | 3º   | Salamá       | 3  | 2  | 0  | 1  | 4  | 2  | +2   | 6   |                        |
|                                            | 4º   | Senahú       | 3  | 2  | 0  | 1  | 4  | 3  | +1   | 6   |                        |
|                                            | 5º   | Cubulco      | 3  | 1  | 1  | 1  | 3  | 3  | 0    | 4   |                        |
|                                            | 6º   | Polochic     | 3  | 1  | 1  | 1  | 2  | 4  | -2   | 4   |                        |
|                                            | 7º   | Ixcán        | 3  | 0  | 1  | 2  | 4  | 7  | -3   | 1   |                        |
|                                            | 8º   | El Chol      | 3  | 0  | 1  | 2  | 1  | 4  | -3   | 1   |                        |
| Última actualización: 9 de febrero de 2020 |      |              |    |    |    |    |    |    |      |     |                        |

### Grupo 11 - Izabal
|                                            | Pos. | Equipos                | PJ | PG | PE | PP | GF | GC | Dif. | PTS | Clasificación          |
| ------------------------------------------ | ---- | ---------------------- | -- | -- | -- | -- | -- | -- | ---- | --- | ---------------------- |
|                                            | 1º   | Izabal JC              | 3  | 2  | 1  | 0  | 10 | 1  | +8   | 7   | Dieciseisavos de final |
|                                            | 2º   | Buenos Aires           | 3  | 2  | 1  | 0  | 7  | 2  | +5   | 7   | Dieciseisavos de final |
|                                            | 3º   | Quiriguá               | 3  | 2  | 0  | 1  | 5  | 1  | +4   | 6   |                        |
|                                            | 4º   | La Buga                | 3  | 1  | 2  | 0  | 4  | 3  | +1   | 5   |                        |
|                                            | 5º   | Estudiantes de Morales | 3  | 1  | 1  | 1  | 7  | 3  | +4   | 4   |                        |
|                                            | 6º   | Chichipate             | 3  | 1  | 0  | 2  | 2  | 3  | -1   | 3   |                        |
|                                            | 7º   | SELCASA                | 3  | 0  | 1  | 2  | 4  | 9  | -5   | 1   |                        |
|                                            | 8º   | Real Motagua           | 3  | 0  | 0  | 3  | 0  | 17 | -17  | 0   |                        |
| Última actualización: 9 de febrero de 2020 |      |                        |    |    |    |    |    |    |      |     |                        |

### Grupo 12 - Petén
|                                            | Pos. | Equipos              | PJ | PG | PE | PP | GF | GC | Dif. | PTS | Clasificación          |
| ------------------------------------------ | ---- | -------------------- | -- | -- | -- | -- | -- | -- | ---- | --- | ---------------------- |
|                                            | 1º   | Las Cruces           | 3  | 2  | 1  | 0  | 5  | 1  | +4   | 7   | Dieciseisavos de final |
|                                            | 2º   | Halcones La Libertad | 3  | 2  | 1  | 0  | 5  | 2  | +3   | 7   | Dieciseisavos de final |
|                                            | 3º   | GM Poptún            | 3  | 2  | 0  | 1  | 8  | 4  | +4   | 6   |                        |
|                                            | 4º   | Alianza Flores       | 3  | 1  | 1  | 1  | 2  | 4  | -2   | 4   |                        |
|                                            | 5º   | Jaguares             | 3  | 0  | 3  | 0  | 3  | 3  | 0    | 3   |                        |
|                                            | 6º   | Don Bosco            | 3  | 0  | 2  | 1  | 2  | 6  | -4   | 2   |                        |
|                                            | 7º   | EFAR Petén           | 3  | 0  | 1  | 2  | 1  | 3  | -2   | 1   |                        |
|                                            | 8º   | Pumas                | 3  | 0  | 1  | 2  | 1  | 4  | -3   | 1   |                        |
| Última actualización: 9 de febrero de 2020 |      |                      |    |    |    |    |    |    |      |     |                        |

## Fase final
La fase final fue suspendida a causa de la pandemia de enfermedad por coronavirus, por lo que únicamente se jugaron los partidos de por el ascenso a la Segunda División 2020-21

## Partidos por el ascenso
| Fecha y lugar                     |           | Resultado |             |
| --------------------------------- | --------- | --------- | ----------- |
| 13 de agosto, Ciudad de Guatemala | Izabal JC | 2 - 1     | Comitán     |
| 13 de agosto, Ciudad de Guatemala | Gualán    | 1 - 2     | La Libertad |
| 14 de agosto, Ciudad de Guatemala | Achik'    | 0 - 1     | Bolivia     |
| 14 de agosto, Ciudad de Guatemala | Palencia  | 0 - 1     | San Pedro   |

### Ascendidos a la Segunda División 2020-21
|           |             |         |                     |
| Izabal JC | La Libertad | Bolivia | San Pedro La Laguna |

- Datos: Q97183807